# Psenocerus supernotatus
Psenocerus supernotatus är en skalbaggsart som först beskrevs av Thomas Say 1824.  Psenocerus supernotatus ingår i släktet Psenocerus och familjen långhorningar. Inga underarter finns listade i Catalogue of Life.